# Canciones para Paula
Canciones para Paula es la primera entrega de la conocida trilogía de "Canciones para Paula", escrita por Blue Jeans. Esta primera entrega se publicó el 30 de noviembre del año 2009.

## Trilogía
- "Canciones para Paula" (2009)
- "¿Sabes que te quiero?" (2009)
- "Cállame con un beso" (2011)

## Argumento
Una adolescente llamada Paula está a punto de cumplir 17 años. En este trayecto de hacerse mayor, conoce lo que es el amor a través de Internet. Después de unos meses hablando a través de una pantalla con Ángel, un joven recién licenciado en periodismo que trabaja en una revista de música, Paula decide que es momento de conocerse en persona para experimentar si lo que siente a través de Internet puede traspasarse a la vida real. El lugar escogido para la reunión es una famosa cafetería de la ciudad, pero el drama empieza a llegar cuando Ángel se retrasa y Paula mientras espera a su amor conoce a otro chico, el cual es un joven escritor de una sonrisa espectacular llamado Álex.
Este hecho marcará un antes y un después en la vida de Paula, ya que los dramas adolescentes convertirán su vida en un completo caos. La protagonista no andará sola en esta etapa de su vida, ya que "Las Sugus", su grupo de amigas, le acompañarán y aconsejarán durante el camino. Lo que las famosas "Sugus" no sabrán es que a partir de ahí sus vidas también se verán envueltas en un mundo de amor y desamor que nunca imaginarían. Además, la protagonista tendrá que lidiar con un admirador secreto que no se creería nunca quién es.

## Personajes
- Paula: la 'sugus' de piña. Protagonista de la historia. Es la que más estilo tiene del grupo de sus amigas.
- Miriam: la mayor de las 'sugus' ya que ha repetido curso. Sus amigas son lo más importante en su vida.
- Diana: la 'sugus' de manzana. Es la más enamoradiza del grupo y la más seria de todas.
- Cris: es la pieza fundamental de las 'sugus' ya que su gran sentido del humor une al grupo en los momentos más difíciles.
- Ángel: joven periodista musical y el amor de Paula.
- Álex: joven escritor que cambiará el mundo de Paula.
- Irene: hermanastra de Alex, hizo hasta lo imposible por enamorarlo.
- Mario: hermano de Miriam. Está enamorado de Paula en secreto.
- Mercedes: madre de Paula.
- Paco: padre de Paula.
- Erica: hermana pequeña de Paula.
- Katia: cantante famosa que siente algo por Angel.[3]

## Curiosidades
- Esta primera entrega de la trilogía fue publicada en el blog del autor y debido a su gran éxito permitió que Blue Jeans firmase su primer contrato literario con la Editorial Everest.
- En mayo de 2014, Blue Jeans anunció en su página web oficial que estaba en negociaciones para que "Canciones para Paula" tenga su propia serie.[4]